# Imperial News Service
L’Imperial News Service est un concept créé par l'agence de presse britannique Reuters en 1910 pour stimuler sa présence commerciale dans le Commonwealth et qui est ensuite devenu synonyme de "propagande de guerre".

## Histoire
Lancé pour des motivations commerciales, l'"Imperial News Service" devient rapidement, avec la Première Guerre mondiale un service de propagande à l'échelle mondiale, soutenu et financé par le Foreign Office puis par le Ministère de l'information britannique, ce qui marque profondément l'Histoire de l'Agence Reuters et de son propriétaire d'alors, Sir Roderick Jones, entraînant de nombreux problèmes pour Reuters après la Première Guerre mondiale.
À son lancement, l'Imperial News Service vise le marché de l'information au Canada, où les principaux journaux sont abonnés à l'Associated Press américaine, mais qui voit apparaître en 1903 un projet de Canadian Associated Press, qui prend en forme en 1909, le gouvernement acceptant acceptant de financer des infrastructures télégraphiques ce qu'avait négligé de faire l'Associated Press américaine. L'Imperial News Service correspond aussi à un désir des journaux d'avoir une plus grande couverture de l'actualité internationale. En Australie, il est un moyen pour Reuters de remédier à l'insatisfaction quant à son partenariat avec l'Australian Press Association, qui lui rapporte beaucoup moins que les liens directs avec des journaux, du type de ceux qui existent en Afrique du Sud.
Reuters a par exemple commencé à négocier avec l'USL dans le courant de l'année 1915, avec pour objectif d'établir un lien direct avec la presse en Australie, comme celui qu'elle avait en Afrique du Sud, et qui lui avait permis de dégager dans ce dernier pays un bénéfice annuel de 8 000 livres sterling en 1914.
Sir Roderick Jones, directeur général de Reuters, a ensuite accédé à une proposition du Ministère des Affaires étrangères de compléter ses services aux pays étrangers par des dépêches spécialement rédigées dans l’intérêt du gouvernement. Un an après l'"Imperial News Service", Reuters a ainsi créé en 1911 le "Reuter Agence Service", qui ne vise plus seulement l'expansion commerciale dans le Commonwealth mais à rendre un service au gouvernement anglais, contre rémunération, en diffusant ses nouvelles dans le monde entier. Ce service était au départ un relativement limité, mais il a grandi rapidement. Rémunéré, il a procuré une nouvelle source de revenus pour Reuters et a sans doute contribué à la confiance exprimée par son président Mark Napier lors de l'Assemblée générale de 1916, au cours de laquelle il a noté que la société avait déjà récupéré la santé financière perdue lors de l’irruption de la guerre et pouvait s’attendre au retour à la prospérité. La prophétie s'est réalisée : au cours des douze mois précédant juillet 1918, plus de 8 millions de mots avaient été expédiés dans le seul cadre du "Reuter Agence Service". En effet, le 31 juillet 1918, une audition publique devant la Chambre des communes a établi que le gouvernement britannique avait versé au total 126 000 sterling d'aides sur l'année écoulée pour les câbles télégraphiques, l'essentiel étant versé à Reuters.
Parallèlement, le gouvernement a fait travailler Sir Roderick Jones, en tant que directeur de la propagande, à la cellule de propagande nommée "Wellington House", qui a donné naissance en mars 1918 à un nouveau Ministère de l'information britannique.